# أرسينيو غونزاليس
أرسينيو غونزاليس (بالإسبانية: Arsenio González)‏ هو دراج إسباني، ولد في 9 مارس 1960 في Yudego ‏ في إسبانيا.

## وصلات خارجية
- أرسينيو غونزاليس على موقع أرشيف الدراجات (الإنجليزية)
- أرسينيو غونزاليس على موقع إحصائيات الدراجات الإحترافية (الإنجليزية)
- أرسينيو غونزاليس على موقع نسبة الدراجات (الإنجليزية)
- أرسينيو غونزاليس على موقع CycleBase (الإنجليزية)